# 経堂コルティ
経堂コルティ（きょうどうコルティ、KYODO CORTY）は、東京都世田谷区経堂にある、小田急グループが運営管理するショッピングモール。

## 概要
小田急電鉄は東北沢 - 和泉多摩川（事業区間10.4km）で複々線化を実施し、2019年3月をもって事業が完了した。この複々線化事業は東京都の連続立体交差事業と一体的に実施され、複々線化完成とともに駅周辺の整備も進められた。
小田急電鉄では、複々線化進捗に合わせて、経堂駅前から旧電車基地（小田急電鉄経堂工場）に至る敷地（約43,000㎡）の開発を実施、2008年1月に着工した。この開発エリアは「経堂テラスガーデン」と命名され、駅から東西に延びる「グリーンプロムナード」を軸に、東口高架下店舗や経堂スポーツクラブビル、全253戸の賃貸マンションなどが整備され、経堂コルティがオープンしたことで「経堂テラスガーデン」は全体完成を迎えた。
経堂コルティは地上4階、塔屋1階建て。「暮らしやすさ」「こだわりの世田谷ライフ」「くつろぎと安心感」をコンセプトとし、自然体のライフスタイルを重視し、「自分らしさ」を追求する20～40代の女性をメインターゲットに設定。Odakyu OXをはじめ47店が集積した。
施設面での大きな特徴としては、幅約10ｍに及ぶひな壇状の大階段や通路、屋上の庭園やテラス、斜めの透明な屋根が挙げられる。これらの共用部分は自然の光や風を取り入れる構造となっており、空調や照明による電力負荷の低減に寄与している。施設全体では太陽光発電や雨水再利用システムを導入するなど、環境への配慮を重視している。事業費は約44億円。

### 名称
コルティとは、イタリア語で中庭を意味するCortile（コルティーレ）からの造語であり、人と人の輪（和）が生まれる場所としての中庭をイメージしている。

## 年表
- 2011年4月26日 - オープン[4]。

## フロア案内
- 1F スーパーマーケット/食物販/生活サービス
  - Odakyu OX、Hibiya-Kadan Style、グリーン・グルメ、ビアードパパの作りたて工房、はまけい、とんかつ新宿さぼてん、ドンクエディテ・ミニワン、ミスタードーナツ、ハニーズ、つくばクリーニング、フロプレステージュ、横浜 昇龍園、京樽、愛着工房、ゴディバ
- 2F カフェ/ドラッグストア/書籍/ヘルス&ビューティー/クリニック/ホビー&バラエティ/ファッション雑貨
  - タリーズコーヒー、吉祥寺 菊屋、ココカラファイン、カルディコーヒーファーム、ロフト、経堂こうづき眼科、三省堂書店、キャトル・セゾン、Bleu Bleuet、GEORGE'S、Aroma Bloom Well Being、神保町いちのいち、MARKS&WEB、KA.RA.DA factory、アイシティ、Re.Ra.Ku、ネイルクイック、オプティック パリミキ
- 3F 美容室/衣料品・生活雑貨・食品/生活サービス/クリニック
  - イマジン、無印良品500、ほけん百花、経堂みどり薬局、栄光ゼミナール/栄光サイエンスラボ、西クリニック、松村医院、経堂耳鼻咽喉科、見代歯科医院
- 4F レストラン&カフェ
  - 焼肉 叙々苑、大戸屋、イタリアンダイニングDONA、リータンタンカフェ、とんかつ和幸

## 営業時間
- ショップ&サービス 10:00-21:00
- レストラン 11:00-23:00
- 小田急OX 10:00-23:45

## ギャラリー

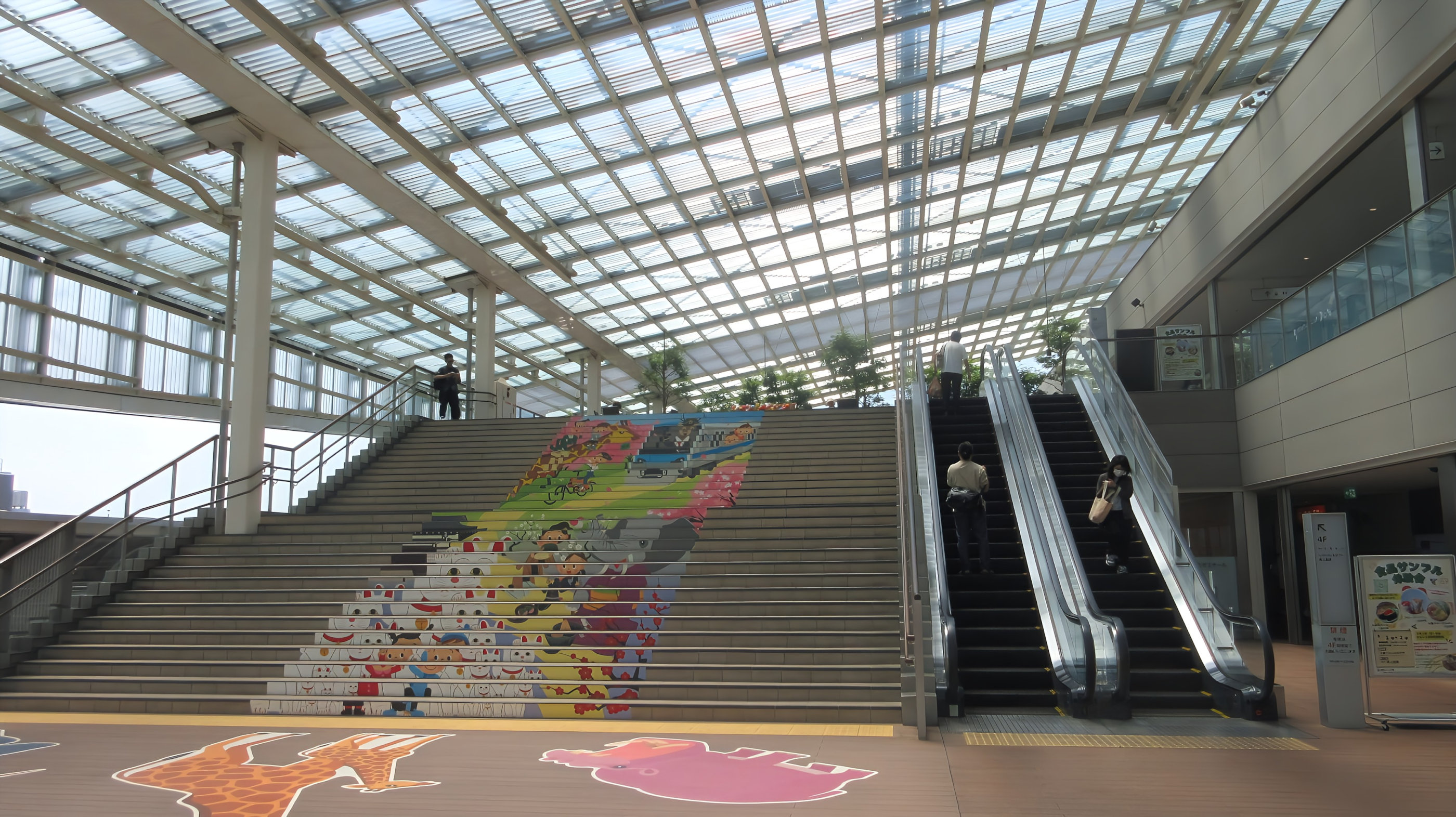
大階段を彩る豪徳寺招き猫など
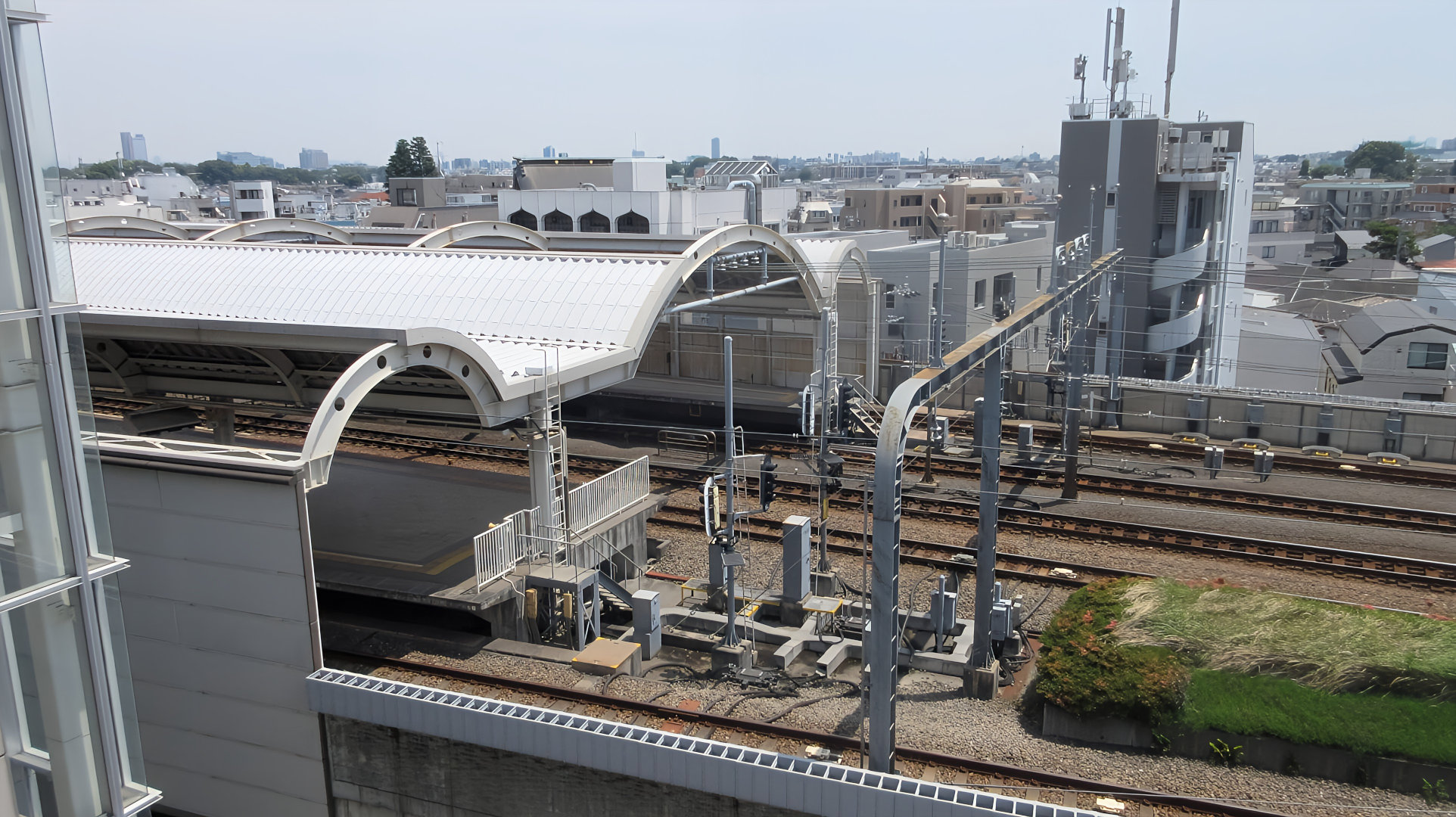
経堂駅を見下ろす
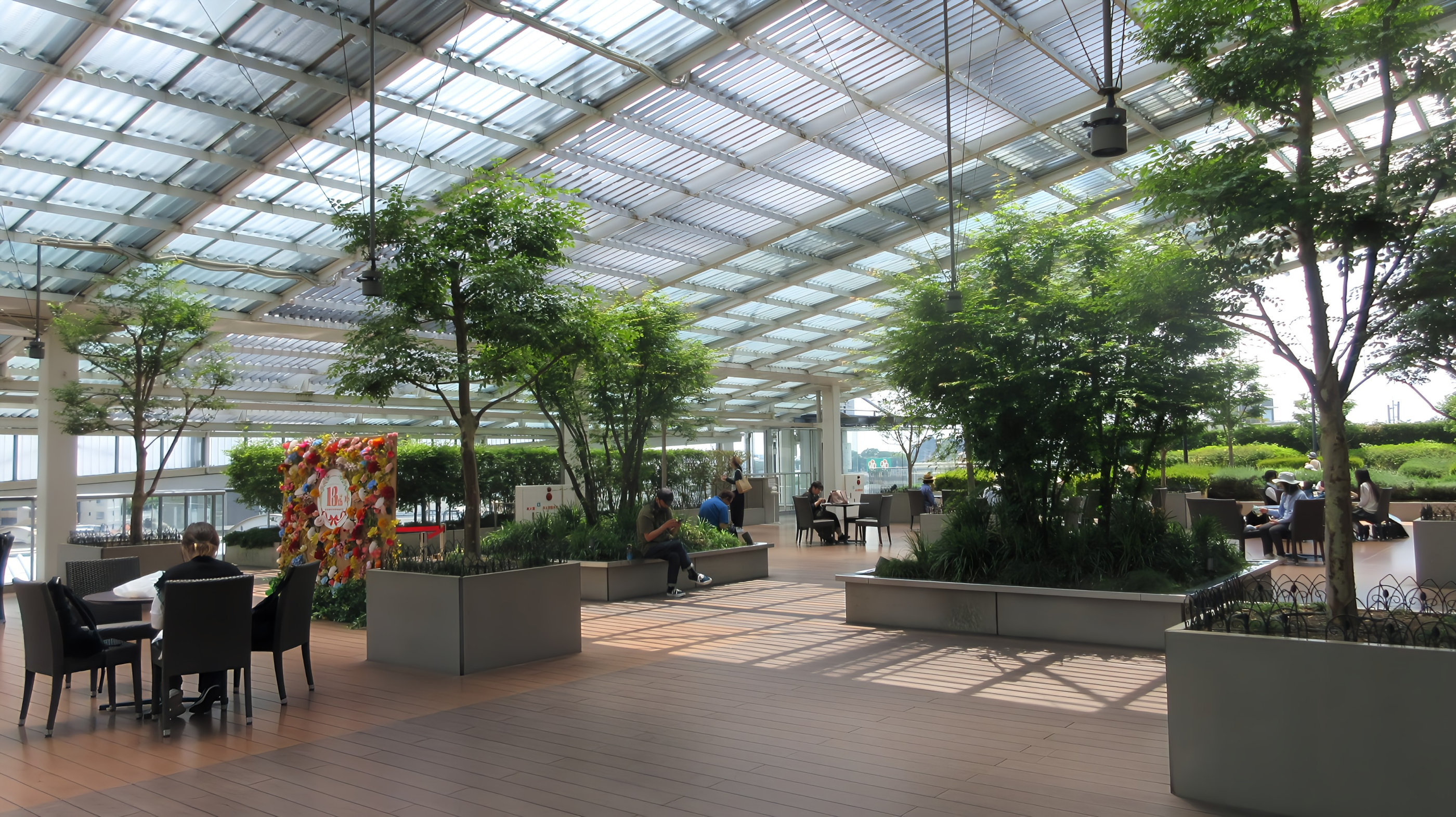
4F 緑のテラス
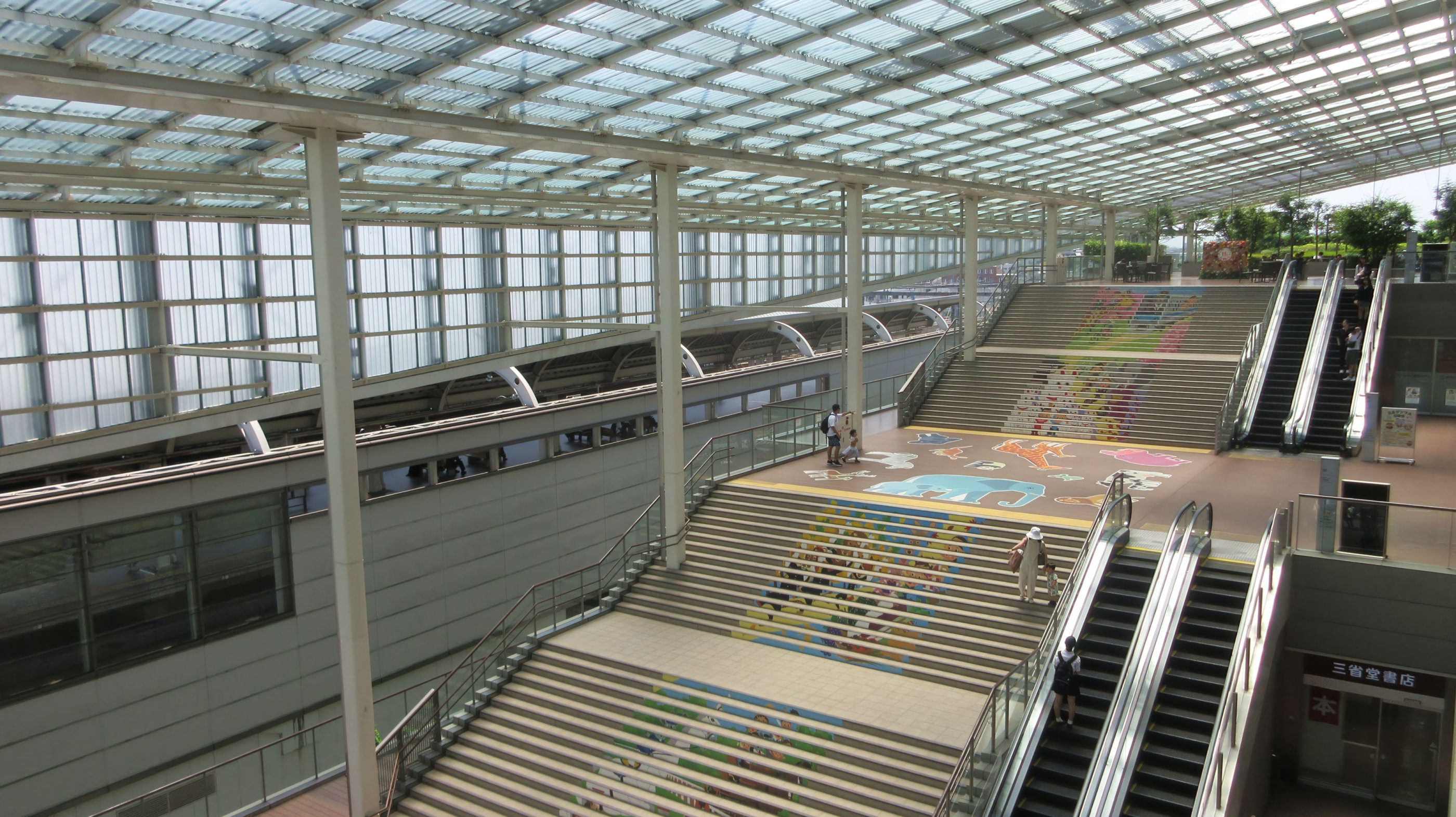
4Fの東端より撮影
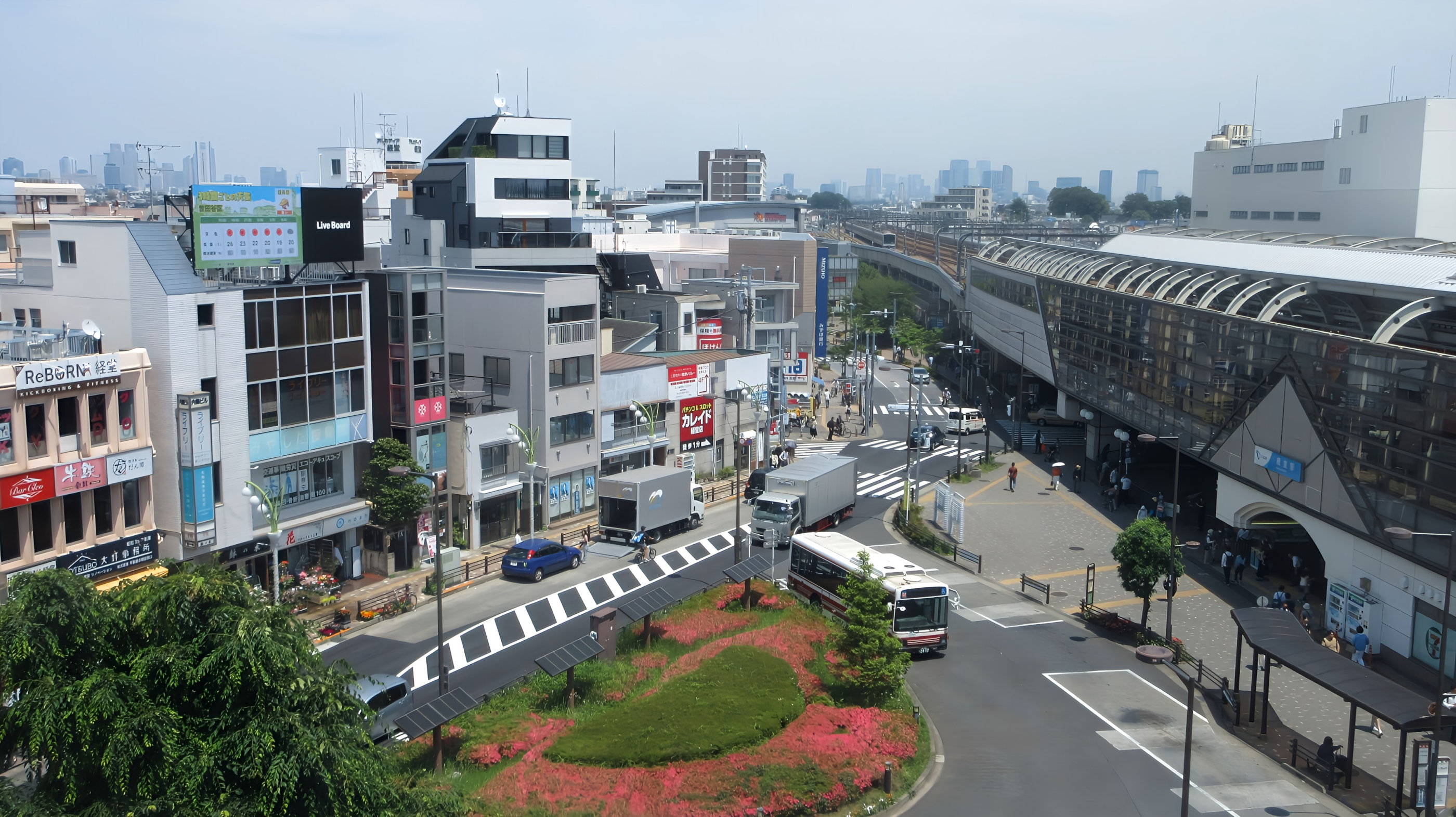
4Fより経堂駅前の様子
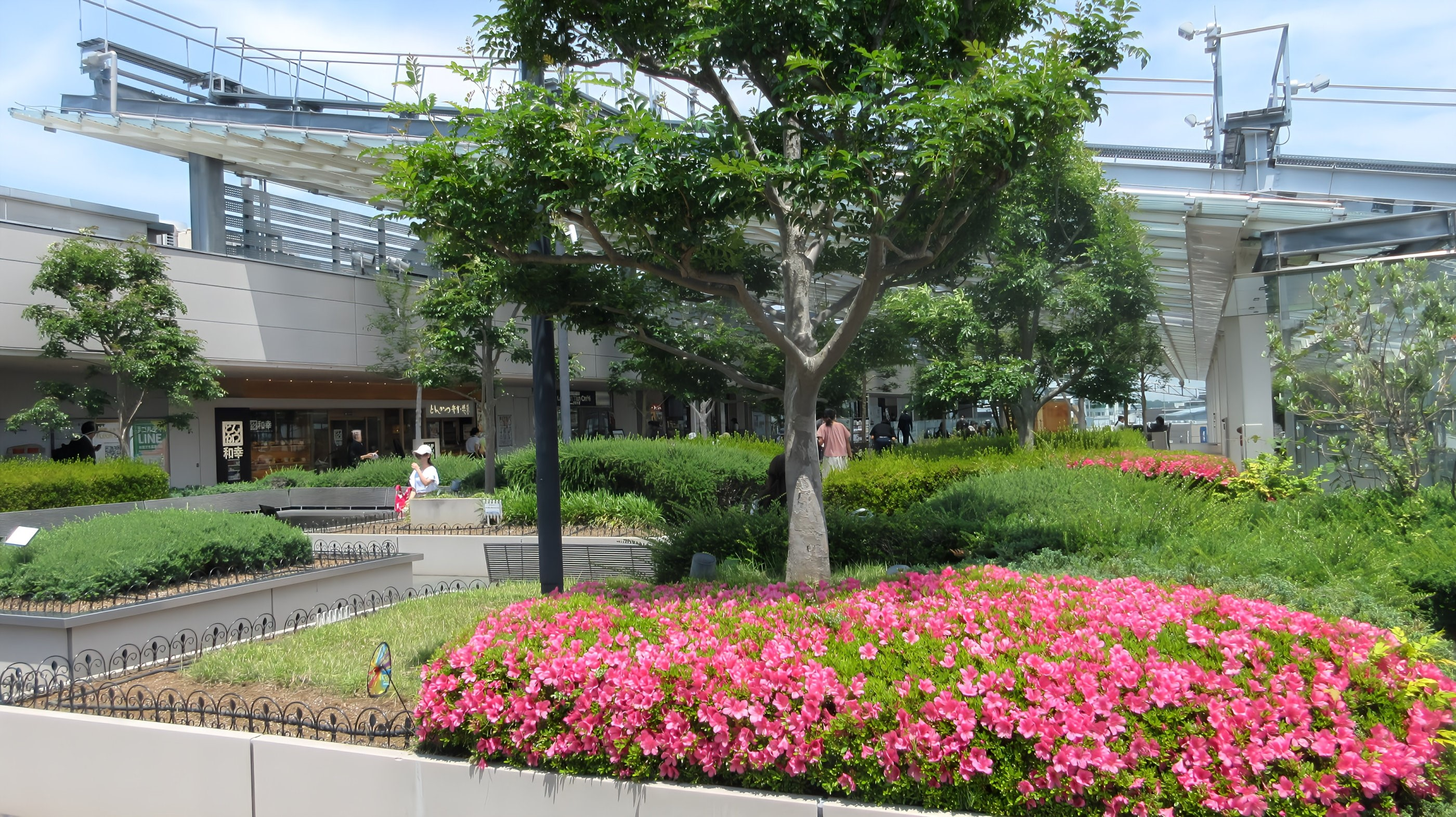
屋上庭園の様子